# Ториле III (Парма)
Ториле III је насеље у Италији у округу Парма, региону Емилија-Ромања.
Према процени из 2011. у насељу је живело 2 становника. Насеље се налази на надморској висини од 31 м.